# Tardigrada
Pour les Tardigrades, ancienne famille d'édentés, voir Paresseux.
Cet article concerne l'ourson d'eau. Pour l'épisode de South Park, voir Tardigrades (South Park).
Tardigrades, Oursons d'eau
Embranchement
Classes de rang inférieur
- Eutardigrada
- Heterotardigrada
- Mesotardigrada

Les tardigrades (Tardigrada), parfois surnommés oursons d'eau, forment un phylum du règne animal, regroupé avec les arthropodes et les onychophores au sein du clade des panarthropodes. Ils ont été décrits en premier par Johann August Ephraim Goeze en 1773. Leur nom, formé à partir du latin tardus gradus (« marcheur lent »), est donné par Lazzaro Spallanzani en 1776. On en connaît plus de 1 200 espèces, vivant dans des milieux variés et souvent hostiles.
Longs de 0,1 à un peu plus de 1 mm, les tardigrades sont des animaux extrêmophiles, c'est-à-dire qu'ils peuvent survivre dans des environnements extrêmes (températures de −272 à +150 °C et pressions jusqu'à 6 000 bar, milieu anhydrique ou exposé aux rayonnements ultraviolets ou X, vide spatial). Privés d'eau et de nourriture, ils se replient en cryptobiose, ce qui signifie que les processus métaboliques observables sont considérablement réduits : le tardigrade est alors en état de stase jusqu'à réactivation de ses processus métaboliques (sortie de stase). On ne sait pas combien de temps peut durer la stase.

## Description

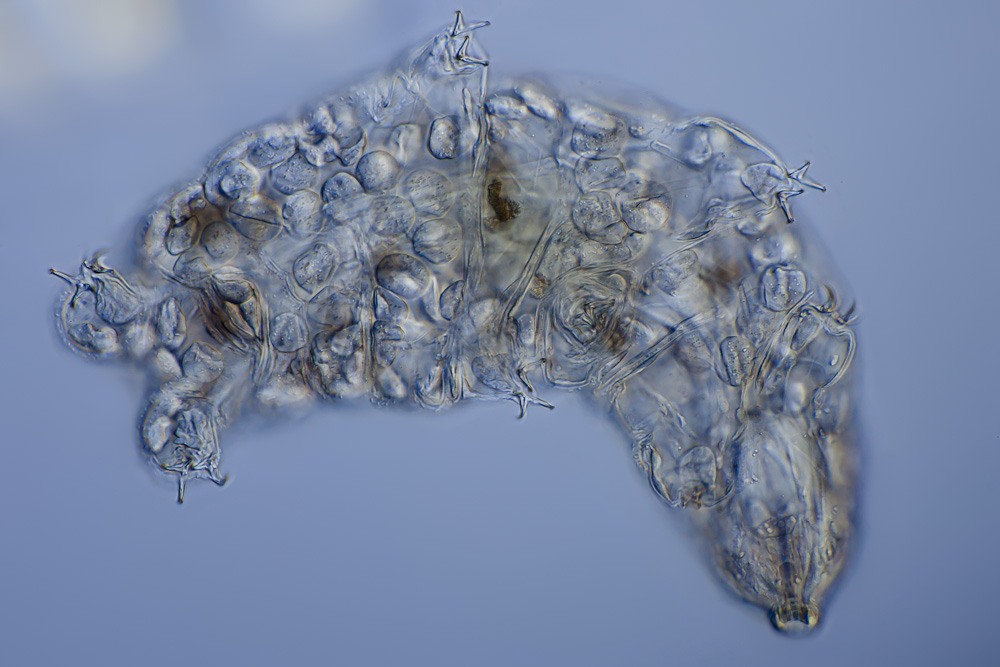
Un tardigrade vu au microscope.

Les tardigrades ont un corps protégé par une cuticule et formé de quatre segments, dont chacun est doté de deux courtes pattes non articulées terminées par des griffes non rétractiles. Leur taille adulte varie de 0,1 à 1,5 mm de longueur selon les espèces. Les larves fraîchement écloses peuvent mesurer moins de 0,05 mm. Les femelles peuvent pondre de une à trente larves à la fois.
Tous les tardigrades adultes de la même espèce ont le même nombre de cellules (Eutélie). Certaines espèces comportent jusqu'à 40 000 cellules pour chaque adulte, mais d'autres espèces en ont beaucoup moins.
Les tardigrades vivent un peu partout sur la Terre mais se trouvent en plus grand nombre dans les zones où on trouve de la mousse (comme les forêts et la toundra) car elle constitue, avec le lichen, leur aliment de prédilection. Ils peuvent aussi se nourrir de nématodes dont ils percent la cuticule avec leur trompe à stylet. Ils peuvent aussi être cannibales. On les trouve du haut de l'Himalaya (à plus de 6 000 m d'altitude) jusque dans les eaux profondes (par 4 000 m de profondeur) et des régions polaires à l'équateur. Ils sont présents dans le sable, les mousses des toitures humides, sur des sédiments salins ou d'eau douce, où ils peuvent être très nombreux (jusqu'à 25 000 par litre).
Les tardigrades ont une durée de vie active comprise entre 12 et 24 mois pour les espèces aquatiques, et entre 15 et 30 mois pour les espèces terrestres, si l'on ne compte pas les périodes de cryptobiose qui leur permettent de vivre beaucoup plus longtemps. Le record en laboratoire est, jusqu'en 2015, de 9 ans passés dans un état de cryptobiose, après lesquels les tardigrades sont revenus à la vie. En 2016, une publication scientifique japonaise annonce que deux tardigrades et un œuf sont ranimés après avoir passé 30,5 ans en cryptobiose, à la température de −20 °C,. Dans les couches profondes de la banquise du Groenland, Alain Couté du Muséum national d'histoire naturelle a trouvé des tardigrades en cryptobiose qui ont « repris vie » dès que l'on a fait fondre à température ambiante la glace qui les enrobait, laquelle a été datée de plus de 2 000 ans : en fait, on ne connaît pas la durée maximale possible de leur cryptobiose, qui est peut-être beaucoup plus longue.
Leur mode de reproduction reste peu connu, mais, en 2016, une étude, réalisée par le Musée d’histoire naturelle Senckenberg de Görlitz (de) en Allemagne, a permis d'en mettre en évidence certains aspects. Les ovules sont pondus par la femelle quand elle mue. Ils sont alors disposés dans la couche externe de la cuticule. Le mâle intervient alors et s'enroule autour d'une extrémité de la femelle, qui stimule l'abdomen du mâle jusqu'à obtenir son éjaculation. Cette dernière s'effectue au sein de la couche externe de la cuticule, fécondant les ovules ; la femelle garde les œufs sur elle jusqu'à éclosion des larves.

## Physiologie

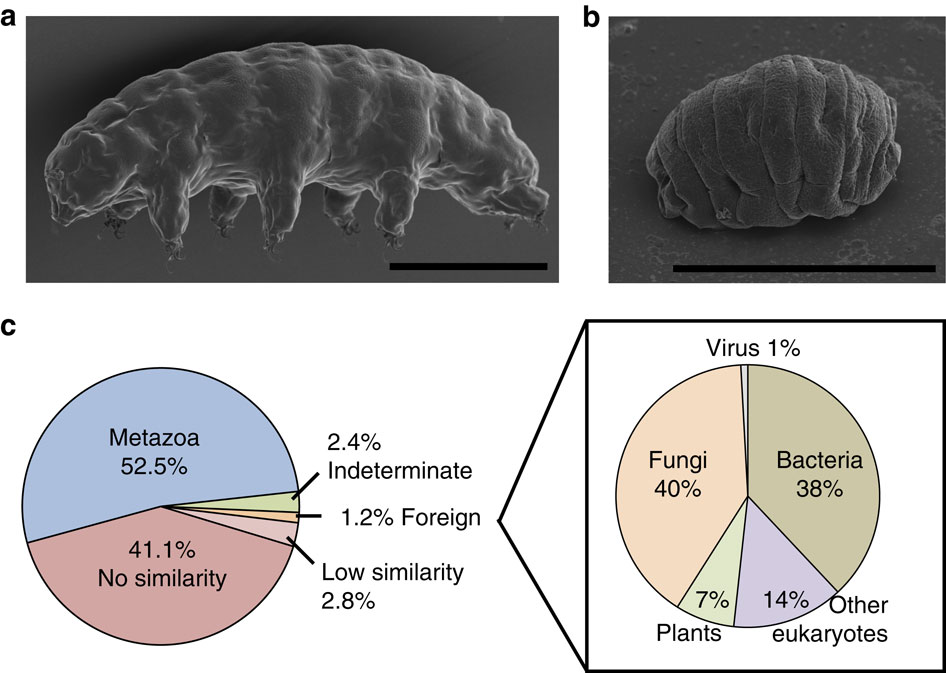
(a, b) Vues en microscopie électronique à balayage du tardigrade extrémophile Ramazzottius varieornatus, résistant à divers extrêmes physiques, hydraté (a) et à l'état déshydraté (b).
Les barres d'échelle représentent 100 µm.
(c) Graphes présentant une classification du répertoire de gènes de R. varieornatus, en fonction de leurs origines taxonomiques putatives et selon la distribution des taxons les mieux appariés pour les gènes putatifs HGT.

### Déplacement
La lenteur des déplacements des tardigrades est due à l'absence de muscles transverses (ils n'ont que des muscles longitudinaux lisses).

### Résistance
Les tardigrades, par leur résistance, intéressent beaucoup les physiologistes, et certains pensent qu'eux seuls survivraient à une stérilisation totale de la Terre. Il est à noter que les grandes capacités de résistance relevées chez les tardigrades ne concernent qu'une partie des espèces de ce vaste groupe : aucune espèce ne possède individuellement toutes les caractéristiques de résistance, chacune ayant ses spécialités et modalités particulières. Par exemple, Ramazzottius varieornatus tolère une dessiccation rapide, mais Hypsibius dujardini n'entre en anhydrobiose stable que si la dessiccation est progressive.

### Cryptobiose
Pour entrer en cryptobiose, les tardigrades rétractent leurs huit pattes et déshydratent presque complètement leur organisme (perte de plus de 99 % de leur eau), remplaçant l'eau à l'intérieur de leurs cellules par un sucre non réducteur, le tréhalose, qu'ils synthétisent. Ce sucre se comporte comme une sorte d'antigel et préserve les structures cellulaires. Pour compléter la protection, ils s'entourent d'une petite boule de cire microscopique appelée tonnelet. Lors du retour à des conditions dites normales, l'animal redevient actif en une durée qui va de quelques minutes à quelques heures. Ce processus est facile à observer avec des instruments simples dans les laboratoires domestiques et scolaires.
En présence de conditions nocives (niveau élevé de sel, de sucre et de peroxyde d'hydrogène), l'acide aminé cystéine déclencherait la production de radicaux libres oxygénés qui activent la cryptobiose.

### Résistances connues

#### Vide
Certains tardigrades peuvent survivre dans le vide spatial, soit à une pression de 0 atmosphère.

#### Pression
Les mécanismes de protection des tardigrades leur permettent de survivre dans des conditions extrêmes comme le vide presque absolu, mais aussi sous de très hautes pressions, jusqu'à 1 200 atmosphères. En 2007, des tardigrades ont été exposés au vide spatial en même temps qu'au rayonnement solaire directs par la mission FOTON-M3, en orbite autour de la Terre, et plusieurs ont survécu. Un autre test de résistance a été effectué par le physicien Fumihisa Ono leur appliquant une pression de 200 000 bars à l'aide d'une enclume octaédrique, à laquelle ils n'ont pas survécu à court ou long terme.

#### Radiations
Les tardigrades ont une très forte résistance aux rayonnements (rayons X ou ultraviolets) jusqu'à ∼5 000–6 200 Gy ― plus de 1 100 fois ce que l'humain peut endurer.
- Ultraviolet : en 2020, des scientifiques indiens ont identifié une espèce du genre Paramacrobiotus capable de photoprotection par autofluorescence, permettant à ces tardigrades de résister à des rayonnements ultraviolets potentiellement mortels. Ils les absorbent en émettant à la place une lumière bleue inoffensive[21], ce qui agit comme un bouclier protecteur. Cette fluorescence leur permettrait de supporter les taux d'UV élevés caractéristiques des journées d’été les plus chaudes du sud de l’Inde.
- Rayons X : en 2016, Takekazu Kunieda (biologiste moléculaire de l'université de Tokyo) a conclu d'une étude de Ramazzottius varieornatus que cette tolérance aux rayons X ionisants est un sous-produit de l'adaptation du tardigrade à une déshydratation sévère. Une forte déshydratation détruit normalement les tissus mous et peut même déchirer l'ADN (tout comme les rayons X le peuvent)[14]. L'une des protéines (dite Dsup) qui protègent le tardigrade de cette déshydratation le protège aussi contre les rayons X, et elle semblerait pouvoir protéger (à hauteur de 40 %) des cellules humaines exposées aux rayons X, ce qui pourrait par exemple être utile lors de traitement de radiothérapie ou de voyages dans l'espace.

#### Produits toxiques
Selon des résultats de laboratoire qui restent à confirmer, les tardigrades présenteraient également une exceptionnelle résistance à de nombreux produits toxiques, grâce à une réponse immunitaire appelée « chimiobiose »,. La chimiobiose (chemobiosis) est une réponse cryptobiotique à de hauts niveaux de toxines environnementales.

#### Salinité
Les tardigrades résistent à des salinités extrêmes, soit en formant un tonnelet imperméable aux sels, soit par osmobiose.

#### Déshydratation
Les tardigrades ont une extrême tolérance à la dessiccation, ce qui leur permet de coloniser les déserts les plus arides : ils peuvent faire varier la proportion d'eau dans leur corps de plus de 80 % à moins de 3 %. En cas d'absence totale et prolongée d'eau, ils peuvent survivre plus de 10 ans en cryptobiose sans la moindre trace d'eau, et reprendre leur activité quand ils sont réhydratés. La résistance à la dessiccation fait intervenir une classe particulière de protéines, dites TDP (tardigrade-specific intrinsically disordered proteins, en français protéines intrinsèquement désordonnées spécifiques des tardigrades) dont la vitrification protège l'organisme,.

#### Température
Les tardigrades figurent parmi les rares animaux non homéothermes à pouvoir poursuivre leur activité par des températures très en dessous de 0 °C, notamment sur (et parfois dans) les glaces de l'Himalaya et du Groenland. Ils peuvent même survivre plusieurs jours à des températures proches du zéro absolu, à −272,8 °C (0,35 K). Un spécimen a même pu se réveiller après avoir été congelé à −20 °C pendant plus de 30 ans. Leur résistance est également exceptionnelle dans de hautes chaleurs : ils peuvent survivre plusieurs minutes à 150 °C.

#### Manque d'oxygène
En cas d'asphyxie due au manque d'oxygène, les tardigrades entrent en anoxybiose. Cette asphyxie a pour conséquence l’arrêt du système d’osmorégulation du tardigrade, qui ne peut pas fonctionner sans oxygène, et qui lui permet de contrôler la quantité d’eau et de sels minéraux dans son organisme. Ainsi, le tardigrade va gonfler, ne pouvant éliminer l’eau en excès présente dans son organisme, mais il va réussir à survivre en anaérobiose, c’est-à-dire en l’absence d’oxygène. Cet état est passager et ne peut pas durer plus de cinq jours, sans quoi l’individu meurt à cause de l’accumulation des déchets et des substances toxiques qu’il ne peut éliminer de son organisme.

## Phylogénie et classification

### Registre fossile
Du fait de leur taille et de l'absence d'organes minéralisés, les tardigrades se dégradent vite après leur mort, et ne laissent quasiment jamais de traces fossilisables. Un seul fossile ancien est connu, trouvé dans de l'ambre du lac Manitoba, daté de 80 à 90 millions d'années (Crétacé).

### Phylogénie

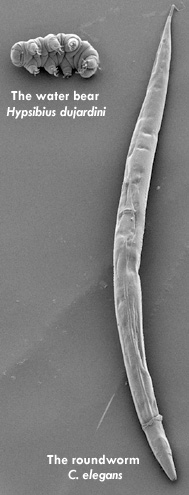
Hypsibius dujardini et le ver nématode Caenorhabditis elegans

Les tardigrades ont longtemps été considérés comme proches des arthropodes. L'étude de leur génome les a ensuite provisoirement rapprochés des nématodes, notamment parce qu'ils portent comme eux cinq gènes HOX (contre une dizaine chez les arthropodes). En fait, les cinq gènes homéotiques des tardigrades sont ceux qui définissent la partie antérieure des autres panarthropodes (arthropodes et onychophores), ce qu'indique aussi le gène otd (un autre gène du développement qui, au contraire des gènes homéotiques, s'exprime dans le premier segment des arthropodes).
Les cinq segments des tardigrades se sont révélés homologues des cinq premiers segments des panarthropodes, ceux-là mêmes qui constituent la tête des insectes (et dont les trois premiers constituent la tête des onychophores),.

### Classification
Selon Degma, Bertolani et Guidetti, 2016,, :
- classe Heterotardigrada Marcus, 1927
  - ordre Arthrotardigrada Marcus, 1927
    - famille Archechiniscidae Binda, 1978
    - famille Batillipedidae Ramazzotti, 1962
    - famille Coronarctidae Renaud-Mornant, 1974
    - famille Halechiniscidae Thulin, 1928
    - famille Neoarctidae Grimaldi de Zio, D'Addabbo Gallo & Morone De Lucia, 1992
    - famille Renaudarctidae Kristensen & Higgins, 1984
    - famille Stygarctidae Schulz, 1951
    - famille Styraconixidae Kristensen & Renaud-Mornant, 1983
    - famille Tanarctidae Renaud-Mornant, 1980

  - ordre Echiniscoidea Richters, 1926
    - famille Echiniscoididae Kristensen & Hallas, 1980
    - famille Carphaniidae Binda & Kristensen, 1986
    - famille Oreellidae Puglia, 1959
    - famille Echiniscidae Thulin, 1928
- classe Mesotardigrada Rahm, 1937
  - ordre Thermozodia Ramazzotti & Maucci, 1983
    - famille Thermozodiidae Rahm, 1937
- classe Eutardigrada Richters 1926
  - ordre Apochela Schuster, Nelson, Grigarick & Christenberry, 1980
    - famille Milnesiidae Ramazzotti, 1962

  - ordre Parachela Schuster, Nelson Grigarick & Christenberry, 1980
    - super-famille Eohypsibioidea Bertolani & Kristensen, 1987
      - famille Eohypsibiidae Bertolani & Kristensen, 1987

    - super-famille Hypsibioidea Pilato, 1969
      - famille Calohypsibiidae Pilato, 1969
      - famille Hypsibiidae Pilato, 1969
      - famille Microhypsibiidae Pilato, 1998
      - famille Ramazzottidae Marley, McInnes & Sands, 2011

    - super-famille Isohypsibioidea Marley, McInnes & Sands, 2011
      - famille Hexapodibiidae Cesari, Vecchi, Palmer, Bertolani, Pilato, Rebecchi & Guidetti, 2016
      - famille Isohypsibiidae Marley, McInnes & Sands, 2011

    - super-famille Macrobiotoidea Thulin, 1928
      - famille Macrobiotidae Thulin, 1928
      - famille Murrayidae Guidetti, Gandolfi, Rossi & Bertolani, 2005
      - famille Richtersiidae Guidetti, Rebecchi, Bertolani, Jönsson, Kristensen & Cesari, 2016

    - super-famille indéterminée
      - famille †Beornidae Cooper, 1964
      - famille Necopinatidae Ramazzotti & Maucci, 1983

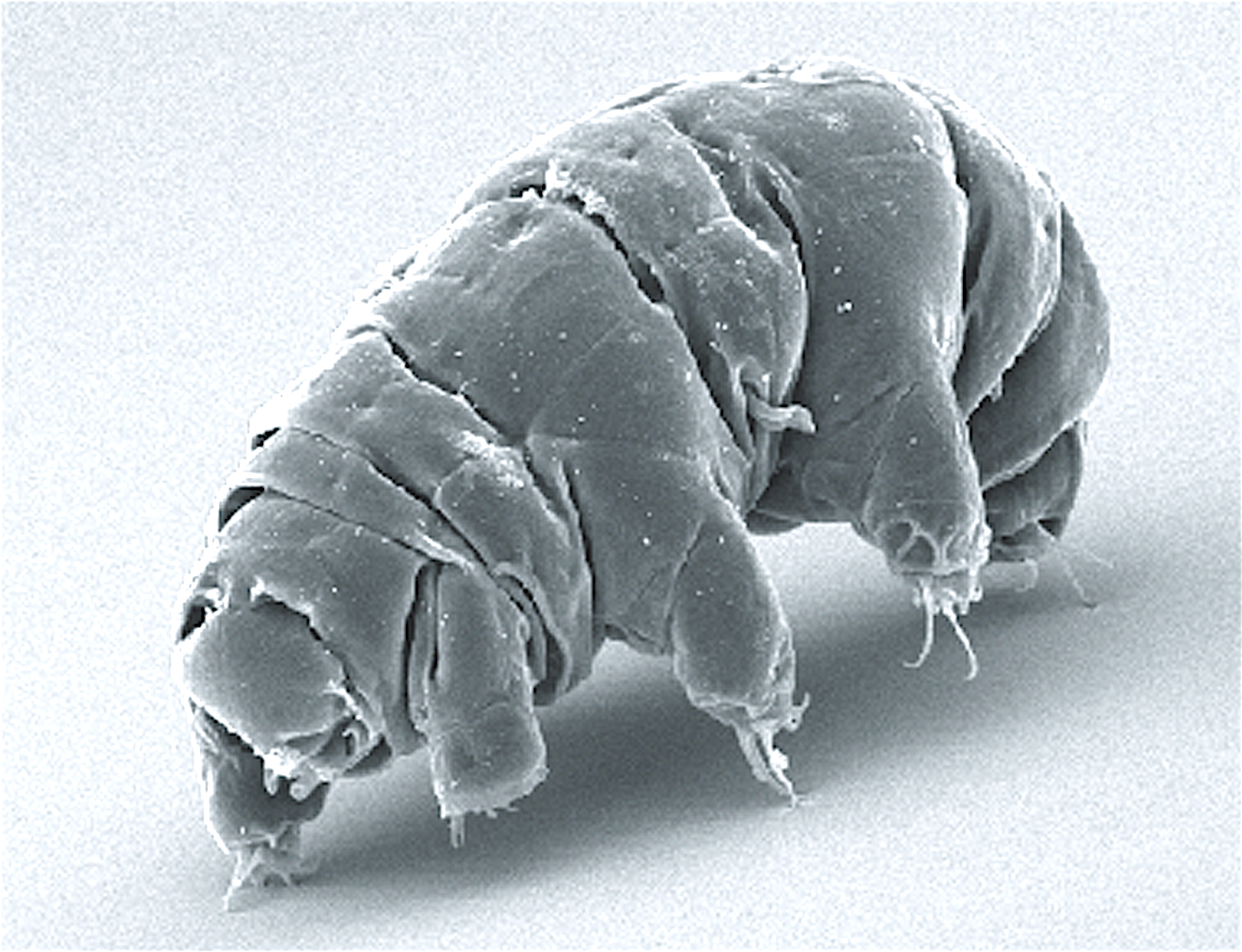
Milnesium tardigradum (Milnesiidae)
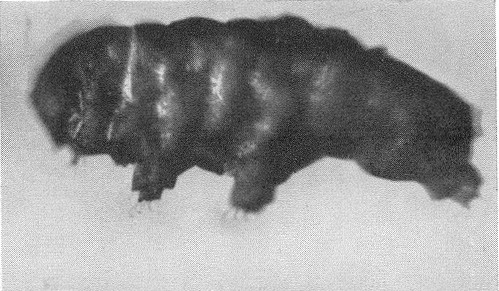
Beorn leggi (Beornidae)
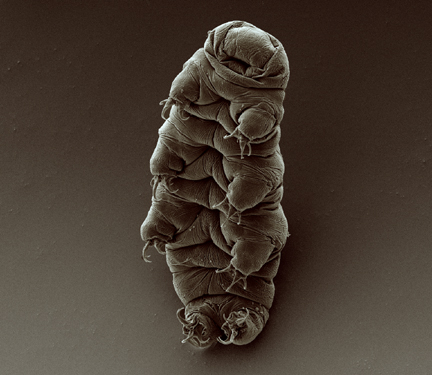
Hypsibius dujardini (Hypsibiidae)
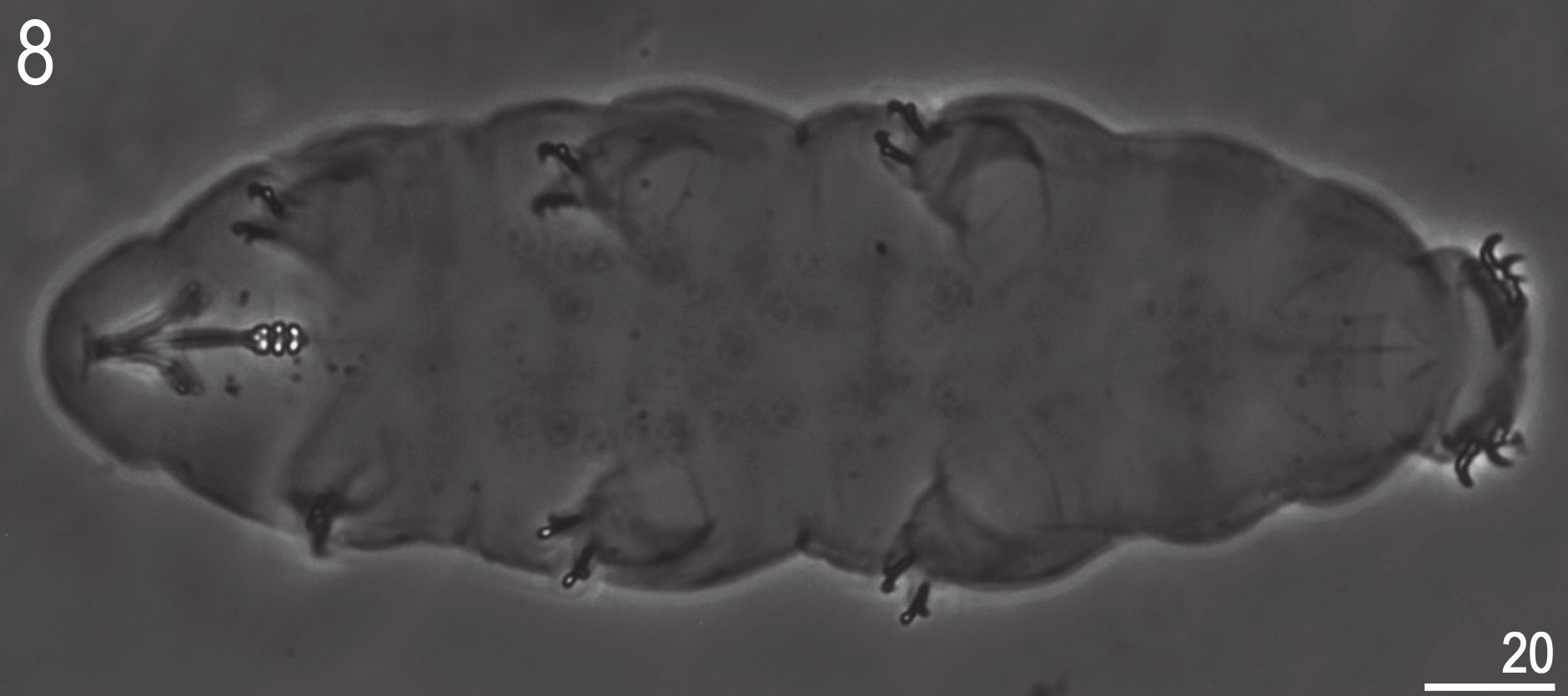
Minibiotus formosus (Macrobiotidae)
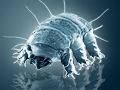
Echiniscus sp. (Echiniscidae)

## Tardigrades dans la culture
- Dans la pièce australienne The Woman in the Window d'Alma De Groen (1998), mélange de théâtre historique et de science-fiction philosophique, Rachel contrevient à l'interdiction d'avoir un animal de compagnie en adoptant un tardigrade[32]. Il deviendra le support indestructible de millénaires d'histoire littéraire alors que la gouvernance d'entreprise qui règne de façon autoritaire sur cet univers futuriste dystopique cherche à l'anéantir.
- Dans l'épisode 4 de la série de science-fiction Star Trek: Discovery (2017), Michael Burnham identifie une créature faisant plus de 2 mètres de longueur comme étant un tardigrade géant[33]. Celui ci se révèle capable de servir de navigateur au moteur sporique de l'USS Discovery pour voyager à travers le réseau mycélien.
- L'épisode 8 de la saison 21 de la série animée satirique South Park, intitulé Tardigrades (2017), met en scène des expériences sur des tardigrades[34].
- Dans une discussion avec son frère, qui s'avère être biologiste comme leur père, Cosmo Sheldrake découvre le tardigrade, un animal microscopique particulièrement résistant et auquel il consacre une chanson : Tardigrade Song[35].